# Артистичне плавання на Чемпіонаті світу з водних видів спорту 2024
Шаблон:Чемпіонат світу з водних видів спорту 2024
Змагання з артистичного плавання на Чемпіонату світу з водних видів спорту 2024 тривали з 2 до 10 лютого 2024 року.

## Результати

### Чоловіки
| Дисципліна              | Золото              | Золото   | Срібло                    | Срібло   | Бронза                    | Бронза   |
| ----------------------- | ------------------- | -------- | ------------------------- | -------- | ------------------------- | -------- |
| Соло, довільна програма |                     |          |                           |          |                           |          |
| Соло, технічна програма | Янь Шунчень · Китай | 246.4766 | Джорджо Мінізіні · Італія | 245.3166 | Густаво Санчес · Колумбія | 231.0000 |

### Жінки
| Дисципліна              | Золото                        | Золото   | Срібло                                        | Срібло   | Бронза                                         | Бронза   |
| ----------------------- | ----------------------------- | -------- | --------------------------------------------- | -------- | ---------------------------------------------- | -------- |
| Соло, довільна програма | Жаклін Сімоно · Канада        | 264.8207 | Євангелія Платаніоті · Греція                 | 253.2833 | Василина Хандошка · Допущені нейтральні атлети | 245.1042 |
| Соло, технічна програма | Євангелія Платаніоті · Греція | 272.9633 | Жаклін Сімоно · Канада                        | 272.9633 | Сю Хуянь · Китай                               | 262.3700 |
| Дует, довільна програма |                               |          |                                               |          |                                                |          |
| Дует, технічна програма | Китай · Ван Люї · Ван Цяньї   | 223.3166 | Велика Британія · Кейт Шортман · Ізабелл Торп | 259.5601 | Іспанія · Аліса Ожогіна · Іріс Тіо             | 258.0333 |

### Змішані змагання
| Event                            | Золото                                    | Золото   | Срібло                        | Срібло   | Бронза                                       | Бронза   |
| -------------------------------- | ----------------------------------------- | -------- | ----------------------------- | -------- | -------------------------------------------- | -------- |
| Змішаний дует, довільна програма |                                           |          |                               |          |                                              |          |
| Змішаний дует, технічна програма | Казахстан · Наргіза Болатова · Едуард Кім | 228.0050 | Китай · Ченг Вентао · Ші Хаою | 223.3166 | Мексика · Міранда Баррера · Дієго Віллалобос | 217.5192 |

### Групи
| Дисципліна               | Золото                                                                                            | Золото   | Срібло | Срібло   | Бронза | Бронза   |
| ------------------------ | ------------------------------------------------------------------------------------------------- | -------- | --- | -------- | --- | -------- |
| Акробатика               | Китай · Чан Хао · Чен Веньтао · Фен Ю · Ван Ціує · Ван Люї · Сянг Бінсюань · Сяо Яньнін · Жанг Яї | 244.1767 | Україна · Марина Алексієва · Владислава Алексієва · Марта Фєдіна · Олександра Горецька · Вероніка Гришко · Дар'я Мошинська · Анастасія Шмоніна · Валерія Тищенко | 243.3167 | США · Аніта Альварес · Жайме Чарковські · Ніколь Дзурко · Кіна Хантер · Одрі Кноу · Каліста Ліу · Білл Мей · Даніелла Рамірес | 242.2300 |
| Група, довільна програма |                                                                                                   |          | |          | |          |
| Група, технічна програма |                                                                                                   |          | |          | |          |